# Żararaka urutu
Żararaka urutu (Bothrops alternatus) – gatunek jadowitego węża z rodziny żmijowatych (Viperidae) i podrodziny grzechotnikowatych (Crotalinae). Jest jednym z najbardziej niebezpiecznych węży Ameryki Południowej.

## Opis
Żararaka urutu jest wężem stosunkowo krótkim, lecz grubym. Najdłuższy zmierzony osobnik miał 169 cm długości, jednak przeciętnie urutu dorastają do 80–120 cm przy grubości około 7 cm. Samice są znacznie większe od samców. Grzbiet ubarwiony jest czerwonobrunatnie, z ciemniejszymi plamami po bokach w kształcie litery C z ramionami skierowanymi ku dołowi, otoczonymi złocistożółtą obwódką. Podobnie jak wszystkie grzechotniki, żararaka urutu ma jamki policzkowe wyposażone w receptory podczerwieni, umożliwiające jej wyczuwanie ofiary i polowanie w całkowitej ciemności. W przeciwieństwie jednak do innych członków Crotalinae, nie ma grzechotki na końcu ogona. Zęby jadowe osiągają długość ponad 2 cm.

## Występowanie
Zasięg występowania obejmuje centralną i południową Brazylię, Urugwaj, Paragwaj oraz północną i środkową Argentynę. W Brazylii bywa nazywana „Cruzeiro”, a w Argentynie „Vibora de la cruz” – z powodu przypominającego krzyż ciemnego znaku na głowie.

## Etologia
Jak większość węży z rodzaju Bothrops, żararaka urutu prowadzi naziemny tryb życia. Ze względu na występowanie u niej receptorów podczerwieni, umożliwiających polowanie w mroku, jest wężem nocnym. Żywi się głównie małymi ssakami i młodymi ptakami. Żararaka urutu napiera na ofiarę całym ciężarem ciała i atakuje szeroko rozwartą paszczą. Zęby jadowe wbijają się pod kątem około 90° głęboko w ciało ofiary. Urutu jest uznawana za węża agresywnego.

## Rozmnażanie
Żararaki urutu są wężami jajożyworodnymi – samica rodzi 1–24 młodych, których liczba jest zależna od wielkości matki. Małe urutu są od urodzenia samodzielne i równie jadowite jak osobniki dorosłe, jednak ich gruczoły jadowe produkują znacznie mniej jadu.

## Jad

### Składniki
Jad żararaki urutu składa się głównie z koagulantów, hemoragin i cytotoksyn. Podskórna dawka śmiertelna LD50 dla myszy wynosi 15,8 mg/kg, podczas gdy przeciętna zawartość jadu w gruczołach jadowych węża wynosi 60–100 mg. Ukąszenia powodują rozległe krwotoki wewnętrzne i martwicę tkanek wokół miejsca ukąszenia.

### Zagrożenie dla człowieka
Ze względu na wysoką agresywność żararaka urutu jest uznawana za jednego z najniebezpieczniejszych węży Ameryki Południowej. W Argentynie urutu powodują największą liczbę notowanych ukąszeń spośród wszystkich występujących tam węży jadowitych. Według statystyki szpitala im. Vitala Brazila w Butantan w Brazylii – prowadzonej w latach 1954–1960 i opracowanej na podstawie 730 leczonych tam przypadków – węże te spowodowały zaledwie 0,3% ogólnej liczby ukąszeń (żararaka (Bothrops jararaca/Bothropoides jararaca) – 87,4%).
Śmiertelność dorosłych w przypadkach nieleczonych surowicą dochodzi do 14–15%. W 14% przypadków nawet szybkie podanie surowicy nie jest w stanie zneutralizować miejscowego działania jadu. W miejscu tym dochodzi do rozkładu skóry, tkanek i mięśni, a czasem również kości. Głębokie, trudno gojące się rany wymagają operacji chirurgicznych i plastycznych, a w skrajnych przypadkach także ratujących życie amputacji kończyn.